# Xung đột Tây Cộng hoà Dân chủ Congo
Xung đột vũ trang phía Tây Cộng hoà Dân chủ Congo là một loạt các cuộc tấn công của lực lượng phiến quân Mobondo nhằm vào Lực lượng vũ trang Cộng hòa Dân chủ Congo (FARDC) và  dân thường người Teke bắt đầu từ tháng 6 năm 2022. Cuộc xung đột có một yếu tố sắc tộc, vì các thành viên của Mobondo chủ yếu được tuyển quân từ người Yaka và các nhóm dân tộc khác đang di cư vào các vùng lãnh thổ truyền thống của người Teke.
Giao tranh đang diễn ra ở các vùng nông thôn phía đông bắc Kinshasa và các tỉnh lân cận, bao gồm Bas-Congo, Kwango, Kwilu và Mai-Ndombe.
Giáo hội Công giáo CHDC Congo ước tính rằng hơn 3.000 người đã thiệt mạng và 550.400 người phải di dời do xung đột Mobondo, chủ yếu ở xã Kwamouth của tỉnh Mai-Ndombe và xã Maluku của thủ đô Kinshasa. Quân đội tuyên bố rằng hơn 1.000 thường dân thiệt mạng.

## Hoàn cảnh
Khu vực cao nguyên Batékén nằm tại phía bắc thủ đô Kinshasa là nơi có lịch sử nghèo đói và kém phát triển. Người bản địa của khu vực chủ yếu là người Teke. Theo thời gian, những người di cư thuộc các nhóm dân tộc của các tỉnh lân cận như Kwilu và Kwango bắt đầu di cư vào các vùng lãnh thổ Teke truyền thống, tìm kiếm đất đai để lập các trang trại. Những người di cư, chủ yếu là Yaka, Mbala và Suku, được phép định cư với điều kiện họ phải trả thuế theo phong tục của các tù trưởng Teke. Những người nông dân Teke cũng chịu những loại thuế tương tự, nhưng vẫn bị những người di cư coi là không công bằng.
Căng thẳng dần gia tăng qua những năm gần đây. Mặc dù không phổ biến, nhưng các tranh chấp bạo lực về quyền sở hữu đất đai thường xuyên xảy ra trong khu vực. Vào năm 2022 các tù trưởng Teke tuyên bố rằng họ sẽ tăng thuế theo phong tục, khiến nhiều nông dân địa phương phẫn nộ từ chối đóng thuế. Các tù trưởng đã phản ứng bằng cách cố gắng sử dụng vũ lực để thu thuế. Trong khi đó, một bức thư giả mạo của chánh văn phòng Bộ Nội vụ Congo bắt đầu lưu hành, tuyên bố rằng các loại thuế thông thường đã bị đình chỉ hoàn toàn, làm gia tăng căng thẳng.

## Diễn biến

### 2022
Bạo lực bắt đầu vào ngày 9 tháng 6 năm 2022 tại làng Masia-Mbe, thuộc khu vực Bateke Sud của tỉnh Mai Ndombe, nơi nông dân Yaka và Mbala tụ tập để phản đối việc tăng thuế. Đám đông diễu hành đến nhà của một tù trưởng địa phương và bắt đầu ném đá; anh trai của tù trưởng đáp trả bằng cách nổ súng bằng súng săn và giết chết một nông dân Yaka. Để trả đũa, đám đông nông dân Yaka trở lại với số lượng lớn vào ngày hôm sau, xông vào Masia Mbe, đốt nhà của tù trưởng và cướp bóc ngôi làng. Từ thời điểm này, xung đột về đất đai và thuế ngày càng trở nên bạo lực, với Kwamouth trở thành trung tâm của cuộc xung đột.
Vào cuối tháng Sáu, các nhóm vũ trang người Yaka, được đặt tên chung là "Mobondo" theo tên của một loại bùa hộ mệnh. Lực lượng mới này chủ yếu được trang bị dao rựa, cung tên, giáo mác và một số loại súng, bao gồm một vài khẩu súng trường tấn công. Lực lượng Mobondo bắt đầu tấn công các cộng đồng người Teke, giết hại thường dân và cướp bóc tài sản. Người Teke cũng tổ chức các nhóm vũ trang và thực hiện các cuộc tấn công vào các cộng đồng người Yaka, nhưng họ đã bị áp đảo và bị Mobondo đánh bại. Khi các hoạt động của lực lượng phiến quân tăng và người Teke chạy trốn khỏi các cuộc tấn công, lực lượng Mobondo chuyển dần động cơ ban đầu từ chống thuế sang đánh chiêm các lãnh thổ người Teke. Trong những tháng tiếp theo, lực lượng Mobondo càn quét 43 ngôi làng người Teke. Người Yansi cũng đã trở thành mục tiêu do bị coi là đồng minh của người Teke. Khi các cuộc tấn công trở nên leo thang, lực lượng Mobondo chức bài bản hơn và tập hợp một số nhân có tiếng, nổi bật nhất là Odon Nkimona Kumbu. Odon Nkimona Kumbu tự phong mình là "vị vua truyền thống và nhà lãnh đạo tinh thần của người Yaka", lấy danh xưng là "Kiamvu". Lực lượng  Mobondo bị buộc tội cố gắng đánh chiếm Cao nguyên Batéké do nó được cho là vùng đất của "vương quốc Lunda cổ đại của người Yaka".. Cảnh sát đã ban hành lệnh khám xét Odon Kiamvu và năm nghi phạm khác, bao gồm cả những cá nhân được gọi là Cobra và Saddam, vì bị cáo buộc là lãnh đạo lực lượng. 

### 2023
Vào ngày 11 tháng 5 năm 2023, lực lượng Mobondo tấn công Nguma khiến 1 binh sĩ và 4 phiến quân thiệt mạng.  Vào ngày 29 tháng 6, lực lượng Mobondo phục kích một chiếc xe chở dân làng Teke, giết chết khoảng 20 thường dân.  Vào ngày 17 tháng 9, ba binh sĩ và 15 người bị tình nghi là phiến đã thiệt mạng trong một cuộc đụng độ gần Mulosi.   Vào tháng 9 năm 2023, lực lượng phiên quân đã kiểm soát 73 trong số 144 ngôi làng ở lãnh thổ Kwamouth, bao gồm Menkwo, Fadiaka, Salongo và Mfumu Zale. 
Ngày 16 tháng 11, Lực lượng vũ trang FARDC tái kiểm soát các làng Nshemamfum và Nsele bị lực lượng Mobondo chiếm đóng trong vài tháng. 

### 2024
Vào ngày 7 tháng 1, lực lượng Mobondo đánh chiếm làng Mbusie, giết chết bốn người và làm bị thương hai người. Mười ngày sau, họ chiếm làng Menkwo.
Vào ngày 23 tháng 1 năm 2024, ước tính có khoảng 10 người đã thiệt mạng trong một cuộc tấn công vào một ngôi làng ở Kwamouth, và bảy người khác được cho là đã thiệt mạng ở tỉnh Kwango vào ngày 2 tháng 2., Vào ngày 6 tháng 4, năm người đã thiệt mạng trong cuộc tấn công của Mobondo vào làng Engawu.
Ngày 13 tháng 7, quân đội đẩy lùi một cuộc tấn công của lực lượng Mobondo vào làng Kinsele, Kwamouth, Cộng hòa Dân chủ Congo. 42 phiến quân Mobondo, 9 binh sĩ FARDC và 1 thường dân đã thiệt mạng.

### 2025
Vào ngày 23 tháng 1, Tổng Giáo phận Công giáo La Mã ở Kinshasa thông báo rằng 3.000 người đã thiệt mạng và 550.400 người phải di dời do tấn công chống lại lực lượng Mobondo trong những năm trước. Báo cáo từ tổng giáo phận cảnh báo về tình hình nhân đạo ngày càng tồi tệ ở lãnh thổ Kwamouth và xã Maluku vì lực lượng dân quân Mobondo, liên quan đến các cuộc tấn công vào thường dân, di dời cưỡng bức và tội phạm gia tăng, đã gây ra tình trạng thiếu lương thực và cản trở việc tiếp cận các dịch vụ công.
Lực lượng vũ trang FARDC đã chống lại một cuộc tấn công vào làng Bunsele ở Lãnh thổ Kwamouth vào ngày 7 tháng 2, khi lực lượng Mobondo cố gắng tìm kiếm một trong những thủ lĩnh của họ đã bị bắt khi cố gắng cung cấp đạn dược cho họ. Quân đội đã giết chết sáu kẻ tấn công và thu giữ được một số vũ khí.
Vào ngày 2 tháng 3, FARDC đã giành quyền kiểm soát cơ quan đầu não của lực lượng Mobondo  tại làng Lweme, Lãnh thổ Kwamouth, tiêu diệt tám phiến quân bao gồm cả thủ lĩnh "Cobra".  Đây là căn cứ của lực lượng Mobondo đầu tiên bị quân đội chiếm giữ vào năm 2025. Từ đó đến ngày 5 tháng 3, FARDC đã kiểm soát năm cứ điểm phiến quân khác ở Lãnh thổ Kwamouth, tiêu diệt 15 phiến quân. 
Vào ngày 3 tháng 3, phát ngôn viên của Quân khu 11 Tỉnh Bandundu Chiến dịch Ngemba của Lực lượng Vũ trang Cộng hòa Dân chủ Congo (FARDC) cho biết rằng hơn 1.000 dân thường đã bị giết kể từ tháng 6 năm 2022 do các hành động của lực lượng Mobondo, các thành viên phiến quân cũng đã bắt cóc phụ nữ và thực hiện các hành vi đồi bại. Các cuộc tấn công đã diễn ra ở các tỉnh Mai-Ndombe, Kwango và Kwilu, cũng như tại Lãnh thổ Kimvula của tỉnh Kongo Trung và xã Maluku thuộc thủ đô Kinshasa. 

## Tham Khảo
Bài viết này có chứa văn bản từ một tác phẩm có nội dung tự do.  Dưới giấy phép Public domain (license statement/permission). Văn bản lấy từ Thư đề ngày 15 tháng 12 năm 2023 của Nhóm Chuyên gia về Cộng hòa Dân chủ Congo gửi Chủ tịch Hội đồng Bảo an.,  Hội đồng chuyên gia về Cộng hòa Trung Phi, . 
1. 1 2 3 4 5 6 7 8 9 10 11 12 13  "DR Congo: Rampant Intercommunal Violence in West". HRW. ngày 30 tháng 3 năm 2022. Truy cập ngày 19 tháng 4 năm 2024.
2. 1 2 3 4  "L'armée déloge la milice Mobondo du village Lweme: 8 morts" [Quân đội đánh bật lực lượng Mobondo khỏi làng Lweme: 8 người thiệt mạng]. Radio Okapi (bằng tiếng Pháp). ngày 3 tháng 3 năm 2025.
3. 1 2 3  "Plus de 3000 morts dues à l'activisme de la milice Mobondo à Kwamouth et Maluku en 2 ans" [Hơn 3.000 người thiệt mạng do hoạt động của lực lượng dân quân Mobondo tại Kwamouth và Maluku trong vòng 2 năm qua]. Radio Okapi (bằng tiếng Pháp). ngày 24 tháng 1 năm 2025.
4. ↑  Maï-Ndombe : plus de 50 morts après une attaque de la milice Mobondo à Kwamouth, Radio Okapi, 13 Juillet 2024
5. ↑  Mobondo violence on civilians(2022-2023)
6. ↑  Conflict in western DRC simmers unnoticed amid rebel gains in the east, 23 February 2024
7. ↑  Kinshasa conflict: one soldier and four militiamen killed, 12 May 2023
8. 1 2  "RDC: plus de 1000 morts à la suite de l'activisme de la milice Mobondo en près de 3 ans" [DRC:Hơn 1.000 người thiệt mạng do các hoạt động của lực lượng Mobondo trong gần 3 năm]. Radio Okapi (bằng tiếng Pháp). ngày 4 tháng 3 năm 2025.
9. 1 2  "Conflict in western DRC simmers unnoticed amid rebel gains in the east". The New Humanitarian. ngày 12 tháng 2 năm 2024. Truy cập ngày 19 tháng 4 năm 2024.
10. ↑  Kinshasa conflict: one soldier and four militiamen killed, 12 May 2023
11. ↑  Intercommunal Violence in Western Congo Kills Scores, 29 June 2023
12. ↑  DRC: Suspected Mobondo militants clash with armed forces in Kwango Sept. 17
13. ↑  Rapport d’evaluation des besoins humanitaires a Masia-Kwa: Province du Maï-Ndombe, Territoire de Kwamouth - En lien avec le conflit foncier intercommunautaire du Maï-Ndombe
14. ↑  Kwamouth : l’armée libère deux villages des mains des miliciens Mobondo sur l'axe Kwamouth-Masiambio, 18 November 2023
15. ↑  Kwamouth : après dix jours d'occupation du village Mbusie, les Mobondo vident le village Menkwo, 17 January 2024
16. ↑  Conflict in western DRC simmers unnoticed amid rebel gains in the east
17. ↑  Nouvelle incursion Mobondo à Kwamouth : le chef de Kimomo dénonce un « sabotage de l’acte d’engagement Teke-Yaka », 13 April 2024
18. ↑  Kwamouth : les FARDC repoussent une attaque des miliciens Mobondo à Kinsele, Radio Okapi, 13 Juillet 2024
19. ↑  Maï-Ndombe : plus de 50 morts après une attaque de la milice Mobondo à Kwamouth, Radio Okapi, 13 Juillet 2024
20. ↑  "Les FARDC tuent 6 miliciens Mobondo au village Bunsele" [FARDC tiêu diệt 6 phiến quân Mobondo ở làng Bunsele], Radio Okapi (bằng tiếng Pháp), ngày 8 tháng 2 năm 2025
21. ↑  Mesa, Jonathan (ngày 5 tháng 3 năm 2025). "Activisme de la milice Mobondo: l'armée récupère cinq bastions des miliciens, au moins quinze morts enregistrés" [Hoạt động của lực lượng phiến quân Mobondo: quân đội giành lại năm cứ điểm của phiến quân, ít nhất mười lăm người thiệt mạng]. Actualite.cd (bằng tiếng Pháp).